# Llista d'agermanaments de municipis balears
La llista d'agermanaments de municipis balears inclou tots els agermanaments entre municipis balears i altres d'arreu del món (fins i tot amb algun altre municipi balear), i la resta d'agermanaments que s'han donat entre institucions balears i altres.

## Municipis balears agermanats
- Alaró amb San José de Cusmapa (Nicaragua)[1]
- Alcúdia amb Ciutadella de Menorca (Menorca)[2]
- Algaida amb Ciudad Antigua (Nicaragua)[3]
- Andratx amb Batabanó (Cuba)[4]
- Artà amb Totogalpa (Nicaragua)[5] i Os de Balaguer (Noguera)[6]
- Calvià amb Salou (Tarragonès)[7]
- Capdepera amb El Torno (Jérez)[8]
- Ciutadella de Menorca amb Alcúdia (Mallorca), Barcelona (Barcelonès), Cursi (Pulla), Oristany (Sardenya)[9]
- Consell amb Sureda (Rosselló)[10]
- Deià amb Sant Quintí de Mediona (Alt Penedès)[11]
- Escorca amb Forstinning (Alemanya)[12]
- Esporles amb San Ramón (Nicaragua)[13]
- Felanitx amb San Pedro (Argentina)[14]
- Fornalutx amb Strembo (Trento)[15]
- Inca amb Telpaneca (Nicaragua)[16] i Lompoc (Califòrnia)[17]
- Llucmajor amb Las Sabanas (Nicaragua)[13]
- Maó amb Cervia (Romanya)[18]
- Porreres amb Porrera (Priorat)[19]
- Santa Margalida amb Tàrbena (Marina Baixa)[20]
- Sóller amb Almenno San Bartolomeo (Llombardia)
- Valldemossa amb Campdevànol (Ripollès)[21]

## Altres institucions balears agermanades
- Govern de les Illes Balears amb Malta
- Mancomunitat Pla de Mallorca amb l'Asociación de Municipios de Nueva Segovia (Nicaragua)
- Mancomunitat del Raiguer amb Wilaya d'Auserd (Sàhara Occidental)